# Liberalisternes Ungdom
Liberalisternes Ungdom (LU), var den politiske ungdomsorganisation der var tilknyttet partiet Liberalisterne.
I forbindelse med nedlæggelsen af partiet Liberalisterne den 28. september 2008 nedlagdes også ungdomsorganisationen, og medlemmerne opfordredes til at indmelde sig i Ung Alliance.